# Giuseppe Savini (violinista)
Giuseppe Savini (Cannara, 21 agosto 1883 – Parigi, 30 dicembre 1950) è stato un violinista italiano, allievo d'eccezione del maestro Ermete Stella.
È stato definito virtuoso del violino e principe del sentimento, espressione della soave musica umbra. Fu uno dei primi ad elaborare, per il Conservatorio di musica di Parigi, la nuova didattica per cui chi insegna musica deve conoscere in modo perfetto l'anatomia del corpo umano.

## Biografia
Nasce a Cannara il 21 agosto 1883, figlio di Pietro (il capomusica della banda musicale cittadina, ancora oggi l'istituzione culturale più antica di questo piccolo paese in provincia di Perugia) e di Carolina Nardeschi. È il maestro Ermete Stella a fornirgli le prime nozioni di musica e a convincere il padre che le doti del figlio sono tali da indirizzarlo ad uno studio approfondito di quest'arte. Le condizioni della famiglia, però, non permettono un impegno finanziario così gravoso. Il padre si rivolge allora al consiglio comunale «per un sussidio onde mantenere il figlio agli studi», ma inutilmente. La fortunata conoscenza di Giuseppe Vannicola (il violinista immortalato dal pittore Lionello Balestrieri nel celebre quadro "Beethoven") lo conduce poi a Roma, in casa dello stesso artista che lo avvia allo studio del violino. Altri insigni maestri saranno per lui il Cilea e lo Scontrino, con i quali studierà armonia all'Istituto musicale di Firenze, per poi completare gli studi a Milano. Giuseppe Savini è stato definito virtuoso del violino e principe del sentimento; la sua musica esprime la soave poesia dell'Umbria in brani impressionistici come "Sfumature", "Poemi", "Visioni", "Pastelli", "Miniature", nel "Preludio alle Fonti del Clitunno" e nell'opera "La Profuga": il suo stile idilliaco si rivelerà moderno, puramente italiano.
Intensa la sua attività di concertista in Francia, Svizzera (dove conosce Maria Vignes, che sposa a Montreux nel 1908), Inghilterra, Norvegia e Germania. Negli anni venti si stabilisce a Parigi, dove diventa direttore del Conservatorio di musica, componendo per i suoi allievi, un metodo per violino in 7 volumi basato sull'armonia delle braccia e delle mani. Fu uno dei primi ad elaborare il nuovo sistema per cui chi insegna musica deve conoscere in modo perfetto l'anatomia.
Muore a Parigi attorno al 1950.